# 취징시
취징(곡정, 중국어: 曲靖, 병음: Qǔjìng)은 중화인민공화국 윈난성의 지급시이다. 중요한 공업 도시로 쿤밍에 이어 윈난 성에서 두 번째로 인구가 많은 도시이다.

## 지리
쿤밍이 취징에서 서쪽으로 130km 떨어진 곳에 놓여있다.

### 기후
| 취징시의 기후                                                 | 취징시의 기후 | 취징시의 기후 | 취징시의 기후 | 취징시의 기후 | 취징시의 기후 | 취징시의 기후 | 취징시의 기후 | 취징시의 기후 | 취징시의 기후 | 취징시의 기후 | 취징시의 기후 | 취징시의 기후 | 취징시의 기후 |
| 월                                                            | 1월           | 2월           | 3월           | 4월           | 5월           | 6월           | 7월           | 8월           | 9월           | 10월          | 11월          | 12월          | 연간          |
| ------------------------------------------------------------- | ------------- | ------------- | ------------- | ------------- | ------------- | ------------- | ------------- | ------------- | ------------- | ------------- | ------------- | ------------- | ------------- |
| 역대 최고 기온 °C (°F)                                        | 24.1 (75.4)   | 26.2 (79.2)   | 29.3 (84.7)   | 31.9 (89.4)   | 33.2 (91.8)   | 32.1 (89.8)   | 30.9 (87.6)   | 30.3 (86.5)   | 30.9 (87.6)   | 27.3 (81.1)   | 25.4 (77.7)   | 24.6 (76.3)   | 33.2 (91.8)   |
| 일평균 최고 기온 °C (°F)                                      | 15.3 (59.5)   | 17.5 (63.5)   | 21.6 (70.9)   | 24.4 (75.9)   | 25.5 (77.9)   | 25.4 (77.7)   | 25.3 (77.5)   | 25.4 (77.7)   | 23.6 (74.5)   | 20.6 (69.1)   | 18.2 (64.8)   | 15.0 (59.0)   | 21.5 (70.7)   |
| 일일 평균 기온 °C (°F)                                        | 8.6 (47.5)    | 10.6 (51.1)   | 14.4 (57.9)   | 17.5 (63.5)   | 19.3 (66.7)   | 20.3 (68.5)   | 20.5 (68.9)   | 20.2 (68.4)   | 18.4 (65.1)   | 15.5 (59.9)   | 12.2 (54.0)   | 8.8 (47.8)    | 15.5 (59.9)   |
| 일평균 최저 기온 °C (°F)                                      | 4.2 (39.6)    | 5.8 (42.4)    | 9.2 (48.6)    | 12.4 (54.3)   | 15.0 (59.0)   | 17.0 (62.6)   | 17.4 (63.3)   | 17.0 (62.6)   | 15.2 (59.4)   | 12.5 (54.5)   | 8.3 (46.9)    | 4.9 (40.8)    | 11.6 (52.8)   |
| 역대 최저 기온 °C (°F)                                        | −6.2 (20.8)   | −9.2 (15.4)   | −5.8 (21.6)   | 0.3 (32.5)    | 3.8 (38.8)    | 9.4 (48.9)    | 9.0 (48.2)    | 8.7 (47.7)    | 5.3 (41.5)    | 1.1 (34.0)    | −3.5 (25.7)   | −8.7 (16.3)   | −9.2 (15.4)   |
| 평균 강수량 mm (인치)                                         | 26.8 (1.06)   | 17.2 (0.68)   | 23.8 (0.94)   | 35.5 (1.40)   | 89.9 (3.54)   | 192.2 (7.57)  | 172.2 (6.78)  | 139.9 (5.51)  | 99.7 (3.93)   | 86.3 (3.40)   | 30.5 (1.20)   | 18.3 (0.72)   | 932.3 (36.73) |
| 평균 강수일수 (≥ 0.1 mm)                                      | 6.8           | 6.6           | 6.6           | 8.2           | 12.1          | 17.1          | 17.9          | 16.8          | 13.0          | 13.3          | 6.6           | 6.6           | 131.6         |
| 평균 강설일수                                                 | 2.7           | 1.8           | 0.4           | 0             | 0             | 0             | 0             | 0             | 0             | 0             | 0.2           | 1.1           | 6.2           |
| 평균 상대 습도 (%)                                            | 65            | 58            | 53            | 55            | 63            | 74            | 78            | 76            | 76            | 78            | 71            | 70            | 68            |
| 평균 월간 일조시간                                            | 179.0         | 196.1         | 236.5         | 236.1         | 197.9         | 133.1         | 130.1         | 148.7         | 126.5         | 127.3         | 165.0         | 158.3         | 2,034.6       |
| 가능 일조율                                                   | 54            | 61            | 63            | 61            | 48            | 32            | 31            | 37            | 35            | 36            | 51            | 49            | 47            |
| 출처: 중국기상국 (평년값: 1991년~2020년, 극값: 1971년~2010년) |               |               |               |               |               |               |               |               |               |               |               |               |               |

## 교통
취징은 쿤밍과 320번 국도로 연결된다. 차로는 세 시간 정도 걸린다. 취징의 교통 체계는 잘 발달되어있다. 쿤취 고속도로를 거쳐 도시의 거의 모든 곳으로 접근할 수 있다. 취징에서 출발하여 쿤밍으로 가는 버스가 30분마다 있고 소요시간은 세 시간 정도이다. 버스 정류장에는 취징 주변의 다리, 훙허저우와 같은 다른 목적지로의 노선도 있다. 취징에서는 택시와 버스가 이용가능하다. 택시의 기본 요금은 처음 3km에 5위안 정도이다.
쿤밍과 구이저우와 난닝과 쿤밍을 연결하는 두 개의 철도가 있고 매일 취징의 8개 마을을 통과한다. 철도를 이용하면 취징에서 쿤밍까지 가는데 한 시간도 걸리지 않는다.

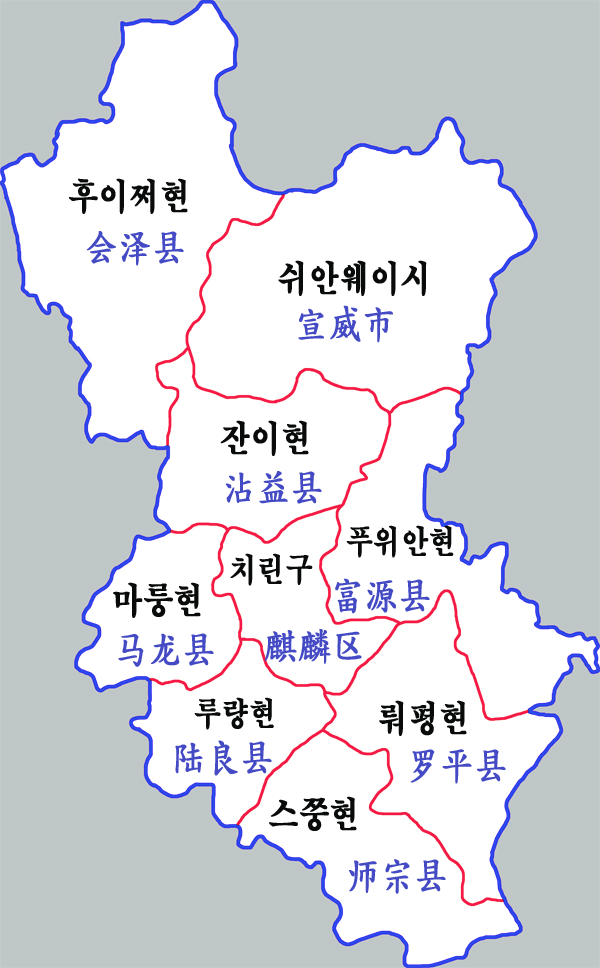
취징시 현급 행정구역도

## 행정 구역
3개의 시할구, 1개의 현급시, 5개의 현을 관할한다.
시할구
- 치린구(麒麟区)
- 잔이구(沾益区)
- 마룽구(马龙区)

현급시
- 쉬안웨이시(宣威市)

현
- 푸위안현(富源县)
- 뤄핑현(罗平县)
- 스쭝현(师宗县)
- 루량현(陆良县)
- 후이쩌현(会泽县)

## 경제
2004년 총 GDP는 342억 위안이었고 1인당 GDP는 6025위안(882달러)였다.
담배, 자동차, 발전과 화학 공학은 취징의 주요 산업이다.